# Yomvi

Logotip de Yomvi

Yomvi va ser un servei de vídeo sota demanda online pertanyent al grup Telefónica, exclusiu per a Movistar+ reemplaçat per "Movistar+ en dispositivos".

## Història
El 20 d'octubre de 2011, es va llançar Canal+ Yomvi, la marca de Canal+ en internet. D'aquesta manera es podia veure Canal+ de manera interactiva, tant en xarxa com mitjançant un televisor amb el sistema iPlus. També es troba disponible en altres dispositius (mòbils, tabletes, ordinadors, etc.). El primer mes va estar de manera gratuïta tant para abonats com no abonats.
Yomvi és un servei de VOD (video sota demanda) al que podien accedir els abonats de la plataforma Canal+ sense cap cost addicional. Aquells que no eren abonats havien de pagar una quota mensual per poder accedir a un catàleg de més de 2.000 pel·lícules, sèries i documentals. Comptava a més amb més de 25 canals en directe (en simulcast amb el senyal original del canal). També era possible comprar esdeveniments esportius en directe sense ser abonat a la plataforma de satèl·lit.
Par al seu visionat s'utilitza la tecnologia del streaming adaptatiu, de manera que la definició depenia de l'amplada de banda que tingui l'usuari. Yomvi incloïa a més certs continguts gratuïts que requerien únicament registre.
Al desembre de 2013, 600.000 usuaris van veure 4.000.000 de pel·lícules o capítols de sèries a través d'aquesta plataforma de continguts. A partir del 30 de juny de 2014 s'afegeixen 12 nous canals en directe, i el paquet de programació "Yomvi Cinema/Seriïs" es denomina ara "Yomvi Familiar" llevant des d'octubre de 2014 Canal+2 per als clients de Yomvi Familiar.
L'agost de 2016 la matriu Movistar + va decidir eliminar el servei, reemplaçat per "Movistar+ en dispositivos".